# Ricardo Rozzi
Ricardo Rozzi (Santiago, 6 de octubre de 1960) es un filósofo y biólogo chileno. Es profesor titular en la University of North Texas (UNT) en EE. UU. y en la Universidad de Magallanes (UMAG) en Chile, además de ser presidente y fundador del Centro Internacional Cabo de Hornos para Estudios de Cambio Global y Conservación Biocultural (CHIC). Su investigación combina ambas disciplinas a través del estudio de las interrelaciones entre los modos de conocer y de habitar el mundo natural, proponiendo un feedback continuo y dinámico entre ambos dominios.  En UNT su trabajo forma parte del Centro de Filosofía Ambiental Center for Environmental Philosophy, centro que lidera los programas de ética ambiental a nivel mundial (www.phil.unt.edu). Con estas universidades y el Instituto de Ecología y Biodiversidad estableció el Programa de Conservación Biocultural Subantárctica, al amparo del cual se formó el CHIC, relevando su aproximación metodológica de la "filosofía ambiental de campo" y el marco conceptual de la "ética biocultural" que integra las ciencias ecológicas y la filosofía ambiental.

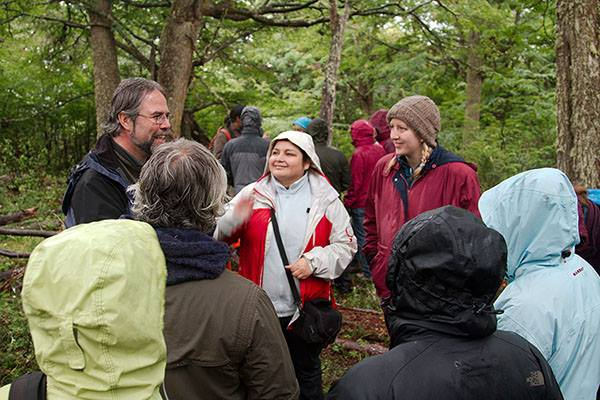
Dr. Ricardo Rozzi realiza taller de Filosofía Ambiental de Campo el año 2010 en Parque etnobotánico Omora, Reserva de la Biosfera Cabo de Hornos, Chile

En una revisión reciente sobre el impacto que ha tenido la "ética de la tierra" de Aldo Leopold, su hijo, el fisiólogo vegetal y conservacionista Carl Leopold, denominó al trabajo de Rozzi "ética ecológica",y la ubicó como una de las ramas más jóvenes dentro del árbol genealógico asociado al trabajo seminal de Aldo Leopold en conservación y filosofía ambiental. Junto a su trabajo teórico, Rozzi ha colaborado con el Ministerio de Educación de Chile, los programas de Ecología en el Patio de la Escuela (EEPE), y ha participado en la creación de la Fundación y Estación Biológica "Senda Darwin" (Chiloé, Chile), la Red Latinoamericana de Jardines Etnobotánicos Hermanos, el Parque etnobotánico Omora (Puerto Williams, Chile), y la Reserva de Biosfera Cabo de Hornos (2005) en el extremo austral de América UNESCO, con el fin de incorporar la ética ambiental en las prácticas de conservación y educación en Latinoamérica.

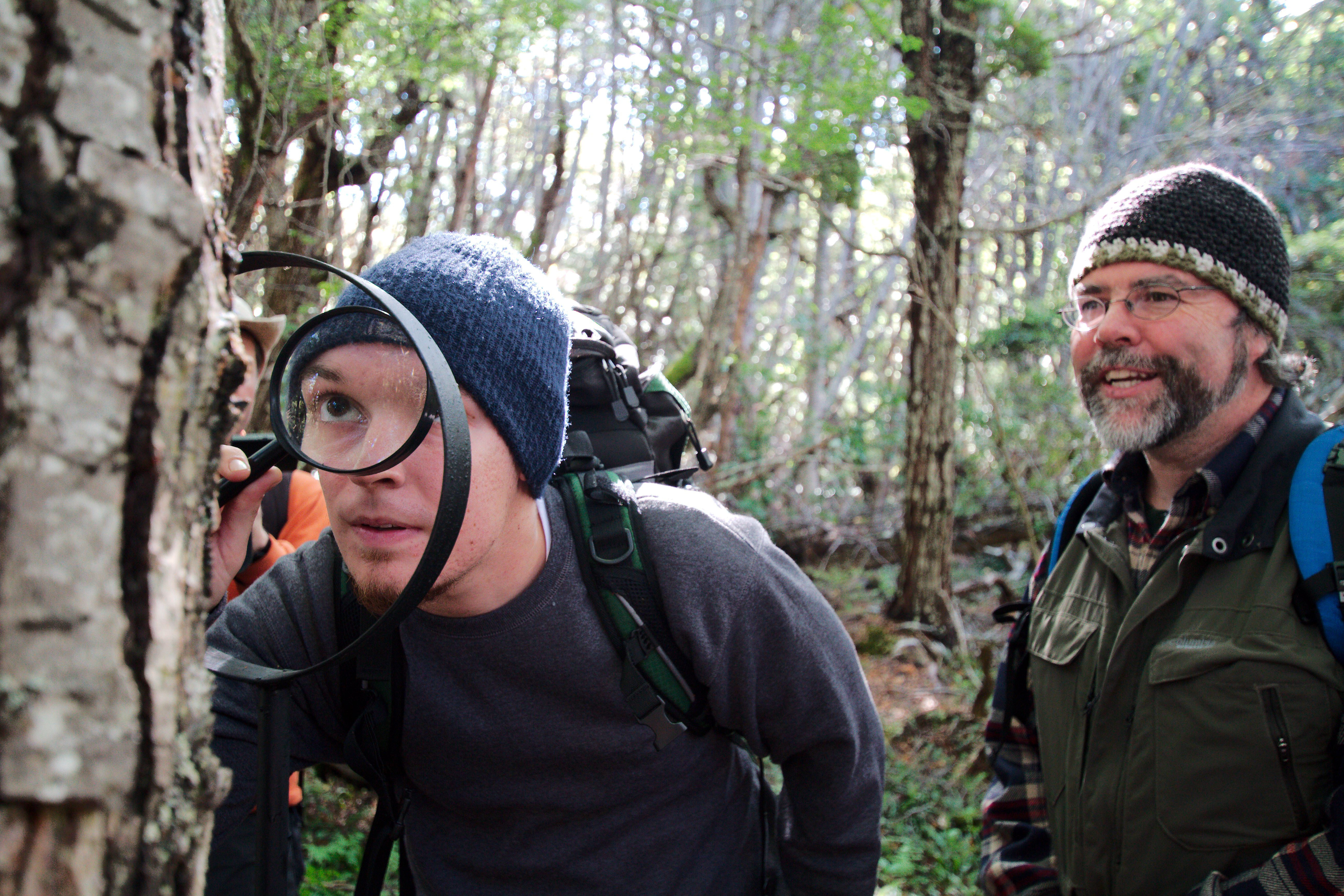
Ecoturismo con Lupa en el Parque etnobotánico Omora

Como cofundador del Parque etnobotánico Omora y líder científico de la propuesta de la creación de la Reserva de Biosfera Cabo de Hornos, su trabajo académico ha enfatizado el vínculo entre el bienestar humano y la conservación de la diversidad biológica y cultural. Ha propuesto una conservación biocultural y una ética biocultural, y nuevas metodologías como la filosofía ambiental de campo que integra las ciencias ecológicas y la ética ambiental en la educación, la toma de decisiones ambientales y el ecoturismo. Por ejemplo, basado en el descubrimiento de la gran diversidad de líquenes, musgos y hepáticas (más del 5% de las especies de musgos y hepáticas se encuentran en menos del 0,01% de la superficie de la Tierra en la ecorregión subantártica en el extremo sudoeste de Sudamérica), Ricardo Rozzi y su equipo de trabajo acunaron el término “ecoturismo con lupa” ("Tourism with a Hand Lens") e implementaron esta nueva modalidad de turismo sustentable en el Parque etnobotánico Omora y la Reserva de Biosfera Cabo de Hornos. Rozzi ha enfatizado el papel de la composición de metáforas y narrativas simples en las actividades con profesores y guías de ecoturismo, denominando por ejemplo “bosques en miniatura del Cabo de Hornos” a la exuberante diversidad de musgos, líquenes y fauna asociada, para invitar a la sociedad a disfrutar de esta pequeña belleza biótica, comprender su valor estético, espiritual, ecológico, ético y económico, y promover una actitud de conservación en la conciencia de cohabitar en el planeta con una gran diversidad de seres vivos, lenguajes y culturas humanas.

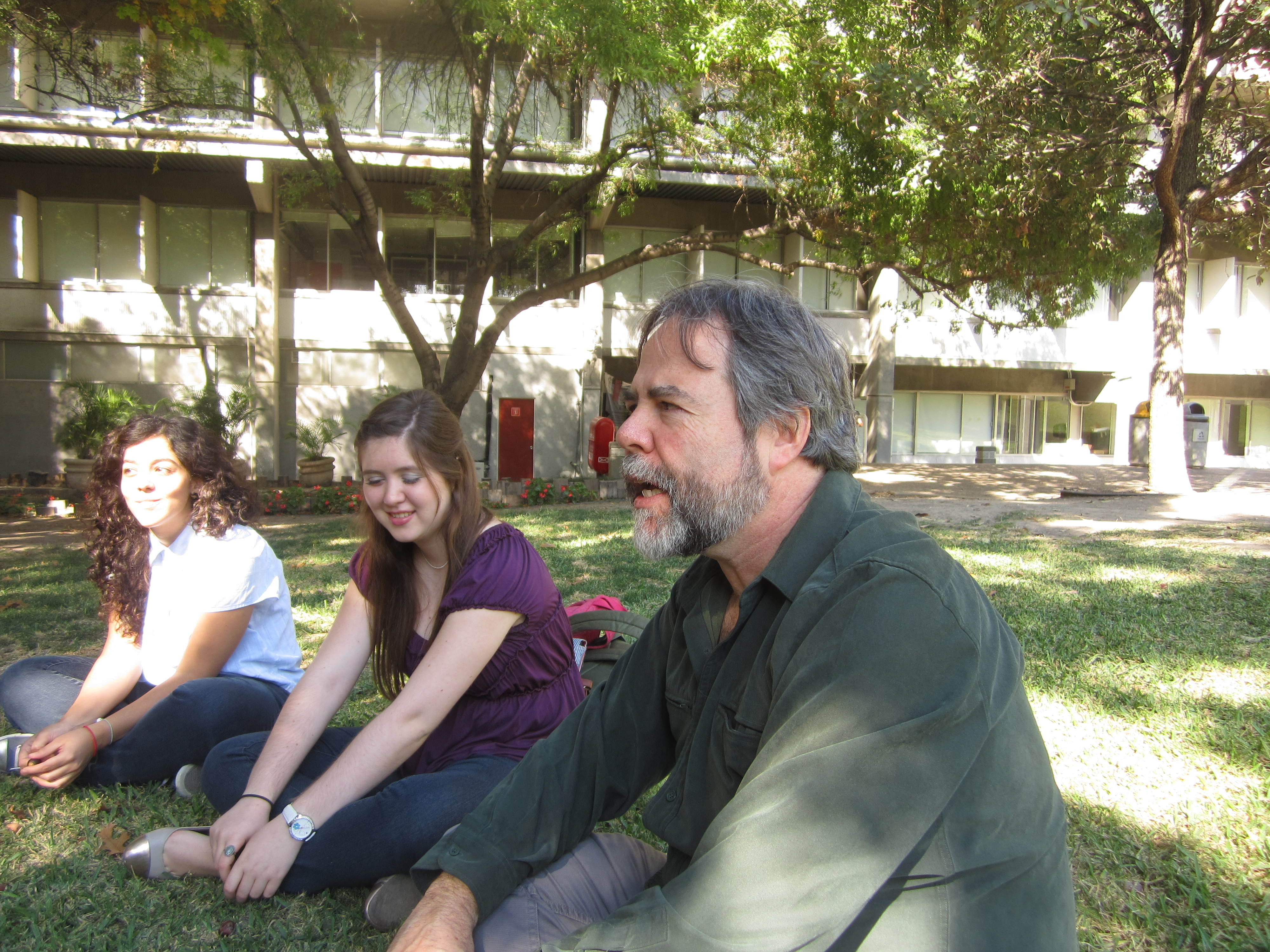
Dr. Ricardo Rozzi realiza taller de Ética Ambiental en Universidad de Monterrey

Un escritor prolífico, los trabajos de Ricardo Rozzi incluyen artículos, traducciones, y libros sobre una amplia gama de temas que van desde la etno ornitología a la educación ambiental y desde la filosofía a la conservación. Uno de sus trabajos de mayor influencia ha sido libro de texto "Fundamentos de Conservación Biológica: Perspectivas Latinoamericanas".
Por sus logros académicos y el trabajo en conservación ha recibido reconocimientos que incluyen:
- 2023 "Reconocimiento a la Gestión de Áreas Protegidas", categoría “Ciencia para áreas Protegidas”, otorgado por el Ministerio del Medio Ambiente (Chile), Corporación Nacional Forestal, CONAF, y Fundación Áreas Protegidas, Santiago, Chile ().
- 2022 "Premio Luis Oyarzún", por su destacada contribución a las artes, las ciencias y las humanidades fomentando relaciones armónicas entre los seres humanos y la naturaleza, otorgado por la Universidad Austral de Chile, Valdivia, Chile ().
- 2020 "Premio Estrecho de Magallanes a La Innovación y Exploración con Impacto Global", otorgado por Imagen de Chile, Ministerio de Relaciones Exteriores (Chile).
- 2019 "Ocean Awards". For the Diego Ramirez-Drake Passage Marine Park. Premio Especial a R. Rozzi y al equipo del Programa de Conservación Biocultural Subantártica. BOAT International and Blue Marine Foundation’s Ocean Awards, Londres, Inglaterra ()
- 2018 "CLASS Advisory Board Award for Excellence in Research", Scholarship, or Creative Activity. College of Liberal Arts & Social Sciences (CLASS), otorgado por la University of North Texas, Denton, Texas ()
- 2017 "Premio Enrique Beltrán a la Conservación de los Recursos Naturales, México", otorgado por la Wildlife Society of Mexico en conjunto con el Consejo Internacional de Recursos Naturales y Vida Silvestre, 2017 Congreso Internacional de Recursos Naturales, Ciudad de México, México, septiembre 6-8. ()
- 2014 "College of Arts and Sciences Award for Research Excellence", otorgado por la University of North Texas, Denton, Texas.
- 2013 "Premio Nacional de Innovación en Educación Científica, Chile", otorgado a investigadores del Programa de Extensión del Instituto Milenio de Ecología y Biodiversidad (IEB - Chile) por la Fundación Ciencia Joven (con El Mercurio y Fundación Telefónica).
- 2010 "Raanan Weitz Projects' Competition 2010", otorgado por el "Weitz Center for Developmental Studies", Rehovot, Israel ().
- 2009 "Citation for Distinguished Service to International Education" otorgado por la University of North Texas, USA.
- 2008 "Premio Convivencia Sustentable " otorgado por la Fundación Casa de la Paz, Santiago, Chile ().
- 2008 Science and Practice of Ecology and Society Award, otorgado por la "Resilience Alliance" .
- 2006 "Medalla de Oro" y Ciudadano Ilustre de la ciudad de Padua, Italia.
- 2004 BBVA Research in Conservation Award (en asociación con el equipo científico del Instituto de Ecología y Biodiversidad), BBVA Foundation Prize for España.
- 2004 Premio Nacional en Comunicación de la Ciencia, otorgado por CONICYT-Explora, Chile ().
- 1996–1998 U.S. Fulbright Scholar Fulbright Scholar.

Recientemente el trabajo de Ricardo Rozzi ha sido vinculado a la ecología espiritual por Bron Taylor quien subraya la importancia integrar las ciencias de la conservación con la espiritualidad de la naturaleza y la ética ambiental.
Véase también la Entrevista Programa EXPLORA-CONICYT Chile Octubre 2013 